# 850 a.C.

## Eventos
- Início do reinado de Ipique-Adade II [1]
- Fim da atuação de Elias com profeta no Reino de Israel.[2]
- Ascensão do faraó Taquelote II (r. 850–825 a.C.)[3][4]

## Mortes
- Osocor II, quinto faraó da XXII dinastia[3][5]